# Wasserspeier

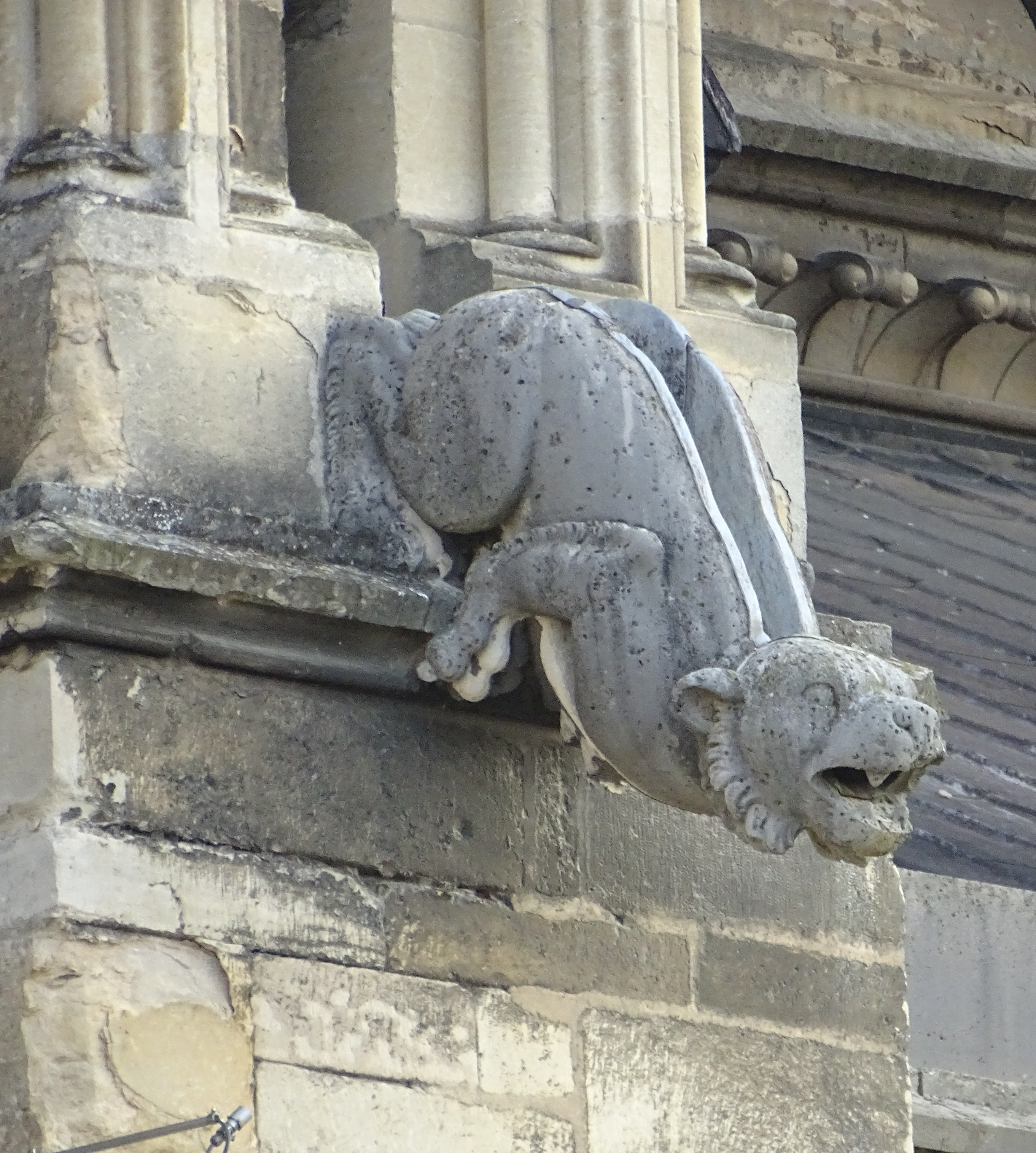
Wasserspeier an der Kathedrale von Reims

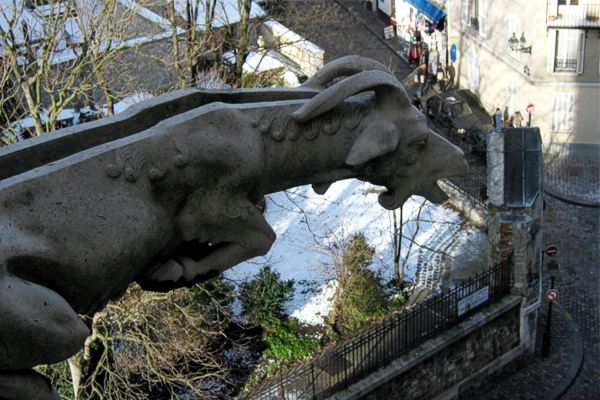
Draufsicht auf einen Wasserspeier mit sichtbarem Wasserkanal, Sacré-Cœur, Paris

Ein Wasserspeier (auch Abtraufe, Ansetztraufe) ist im Bauwesen ein wasserabführendes Rohr aus Blech oder Stein, oft in figürlicher Ausschmückung als Tier, Drache oder Mensch, insbesondere an antiken Tempeln und gotischen Kathedralen, falls keine Fallrohre der Dachrinne vorhanden sind.
Durch Wasserspeier schießt das gesammelte Regenwasser der Traufen in einem Bogen vom Gebäude weg und wird so daran gehindert, in das Mauerwerk und das Fundament einzudringen. Die französische Bezeichnung für Wasserspeier ist Gargouille, ins Englische als Gargoyle übernommen, verwandt mit dem deutschen „gurgeln“.

## Entwicklung und Formensprache
Figürlich gestaltete Wasserspeier gehören ebenso wie Konsolfiguren oder die Monstrositäten an den Miserikordien zur (Gegen-)Welt des Grotesken in der Kunst.

### Antike
Während an antiken Gebäuden das Wasser anfangs oft am Traufrand in voller Breite herabfiel, wurde es seit dem 6. Jahrhundert v. Chr. in der Regel in einer durch die Sima gebildeten Rinne gesammelt und über gleichmäßig verteilte Wasserspeier abgeführt. Zunächst in Form einfacher tönerner Röhren gestaltet, haben diese seit dem 5. Jahrhundert v. Chr. meist die Form von Löwenköpfen, seltener von Hundeköpfen; sie können aber auch Theatermasken und ähnliche groteske Wesen darstellen. Die Wasserspeier der Antike standen oft in vertikalem Bezug zu anderen Bauteilen.
Der römische Architekturschriftsteller Vitruv hat die Gestaltungsregeln der antiken Wasserspeier am ionischen Tempel so beschrieben (III. Buch, Kapitel 5.15, in deutscher Übersetzung): „An den Traufrinnen, die über dem Gesims an den Längsseiten der Gebäude sind, sind Löwenköpfe auszumeißeln so verteilt, da sie zunächst über je eine Säule angeordnet sind, die übrigen in gleichen Abständen so verteilt, daß je einer jedesmal der Mitte einer Dachziegelreihe entspricht. Die aber, die über den Säulen liegen, sollen bis zu der Rinne, die von den Ziegeln das Regenwasser aufnimmt, durchbohrt sein, die dazwischen liegenden sollen dicht sein, damit das Regenwasser, das vermittelst der Ziegel in die Rinne läuft, nicht in den Säulenzwischenräumen herabströmt und sich nicht auf Vorübergehende ergießt, sondern nur die über den Säulen angebrachten Löwenköpfe die Wassermassen aus dem Rachen zu speien scheinen.“

### Mittelalter
Bereits in der Romanik und später in der Gotik und Renaissance verwendete man, besonders bei größeren Kirchengebäuden, häufig dämonische Gestalten oder Tiere in einer symbolischen Bedeutung. Da sie sich als Wasserspeier ausschließlich an der Außenfassade der Kirchen und niemals innen befinden, symbolisieren sie den Einfluss des Teufels auf die irdische Welt, der in Kontrast zur Reinheit des Himmelreiches – symbolisiert durch das Innere der Kirche – steht. Diese wasserspeienden Wesen werden Gargoyles genannt und haben den Ruf, Beschützer zu sein. Ihr dämonisches oder groteskes Aussehen soll den Geistern und Dämonen einen Spiegel vorhalten, sie vergraulen und somit Kirchen und Klöster, manchmal auch Burgen und Wohnhäuser vor bösen Mächten schützen – sie haben folglich eine unheilabwehrende (apotropäische) Bedeutung. Gargoyles werden oft mit animalischem Körper und Gesicht dargestellt, seltener mit menschenähnlichem Körper und dämonischen Gesichtszügen. Häufig haben sie Schwingen, mit denen sie aber laut Mythologie nicht fliegen, sondern nur gleiten können. Abseits des symbolischen Gehalts der Darstellungen wurden jedoch auch humoristische Darstellungen ausgeführt, so genannte Drolerien.
An der Kathedrale von Laon entstanden um die Jahre 1220/1230 die wohl ältesten Beispiele figürlicher Wasserspeier, denen die Gargouilles von Notre-Dame in Paris im späten 13. bis frühen 14. Jahrhundert folgten. Die bizarren, schrecklichen und manchmal grotesken tierischen Formen der früh- und hochgotischen Wasserspeier wurden ab dem 13. Jahrhundert zunehmend durch menschenähnliche Gestalten abgelöst, die im 15. Jahrhundert auch ihren unheilabweisenden Ausdruck verloren. Ähnlich der abgebildeten Maske des hellenistischen Wasserspeiers kamen wieder belustigende Gesichtsausdrücke zur Darstellung.
Aus dieser Zeit sind auch Wasserspeier erhalten, die der verächtlichen Darstellung des Judentums dienen (vgl. Judensau).

### Neuzeit
In der Renaissance und im Barock erscheinen Wasserspeier auch an herrschaftlichen Wohnhäusern, in der Regel aus Blech in der Gestalt von Drachen, Delphinen, Vögeln usw. Gegen Ende des 18. Jahrhunderts verloren die Wasserspeier zunehmend ihre Bedeutung, doch erfuhren sie im Historismus des späten 19. Jahrhunderts eine letzte kurze Blüte. Gleichzeitig wurden Wasserspeier in den Städten nun „gesetzlich verpönt“ und daher durch – in der Regel schmucklose – Regenfallrohre ersetzt. 
Bei modernen Flachdachgebäuden ist der Wasserspeier generell noch als Notüberlauf zu finden, um eine Überlastung des Daches bei verstopften Regenabläufen zu verhindern.

## Bildbeispiele

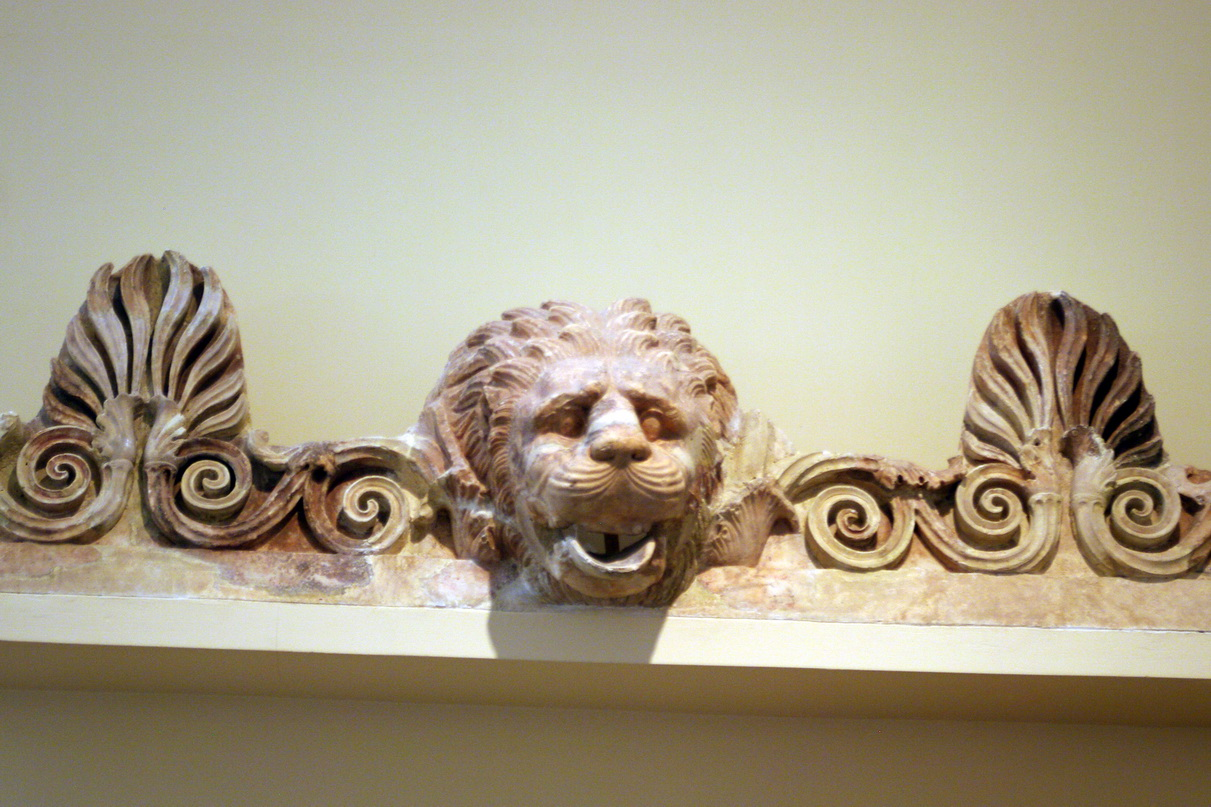
Löwenkopf-Wasserspeier eines antiken Tempels (Apollontempel, Delphi)
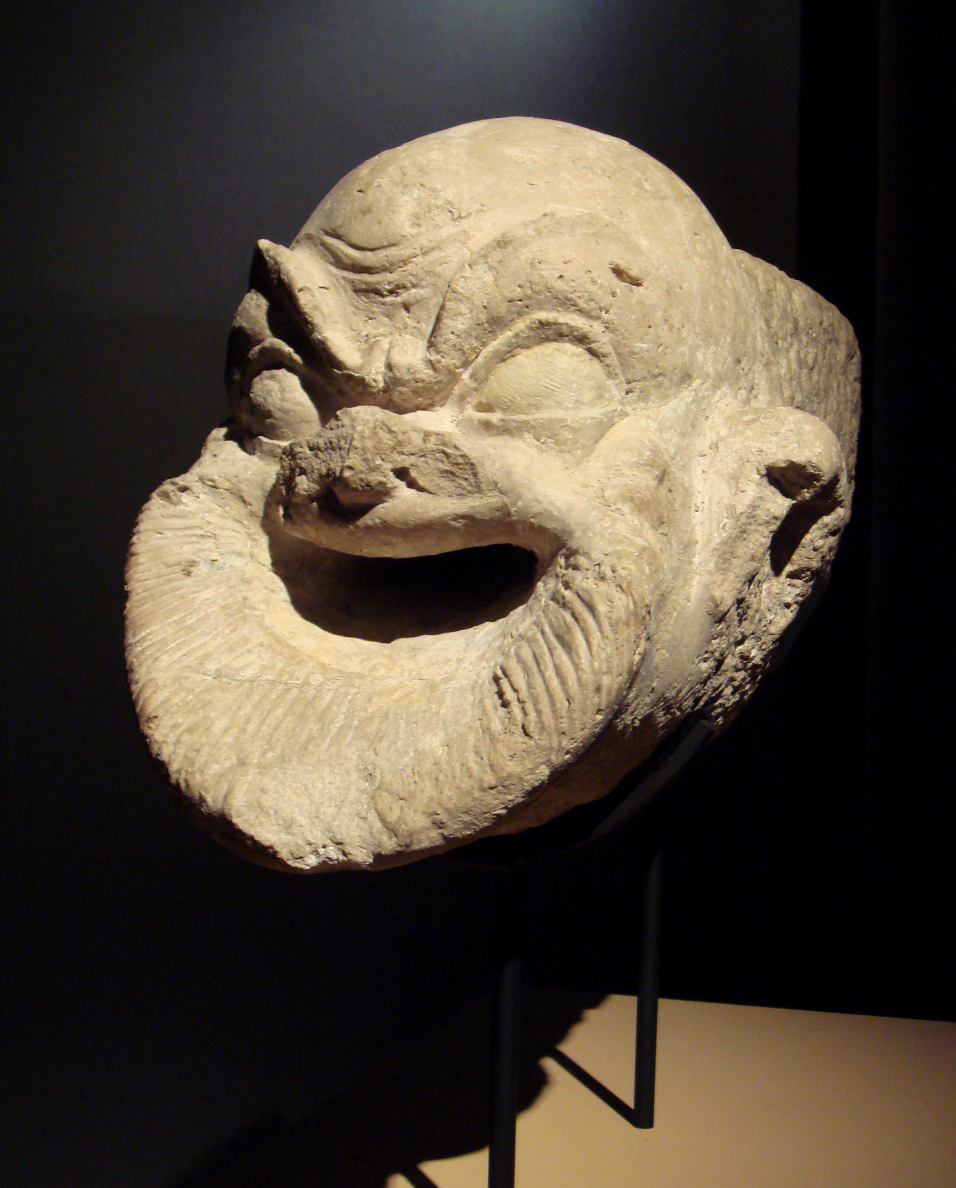
Hellenistische Gargouille, Ai Khanoum, Afghanistan, 2. Jh. v. Chr.
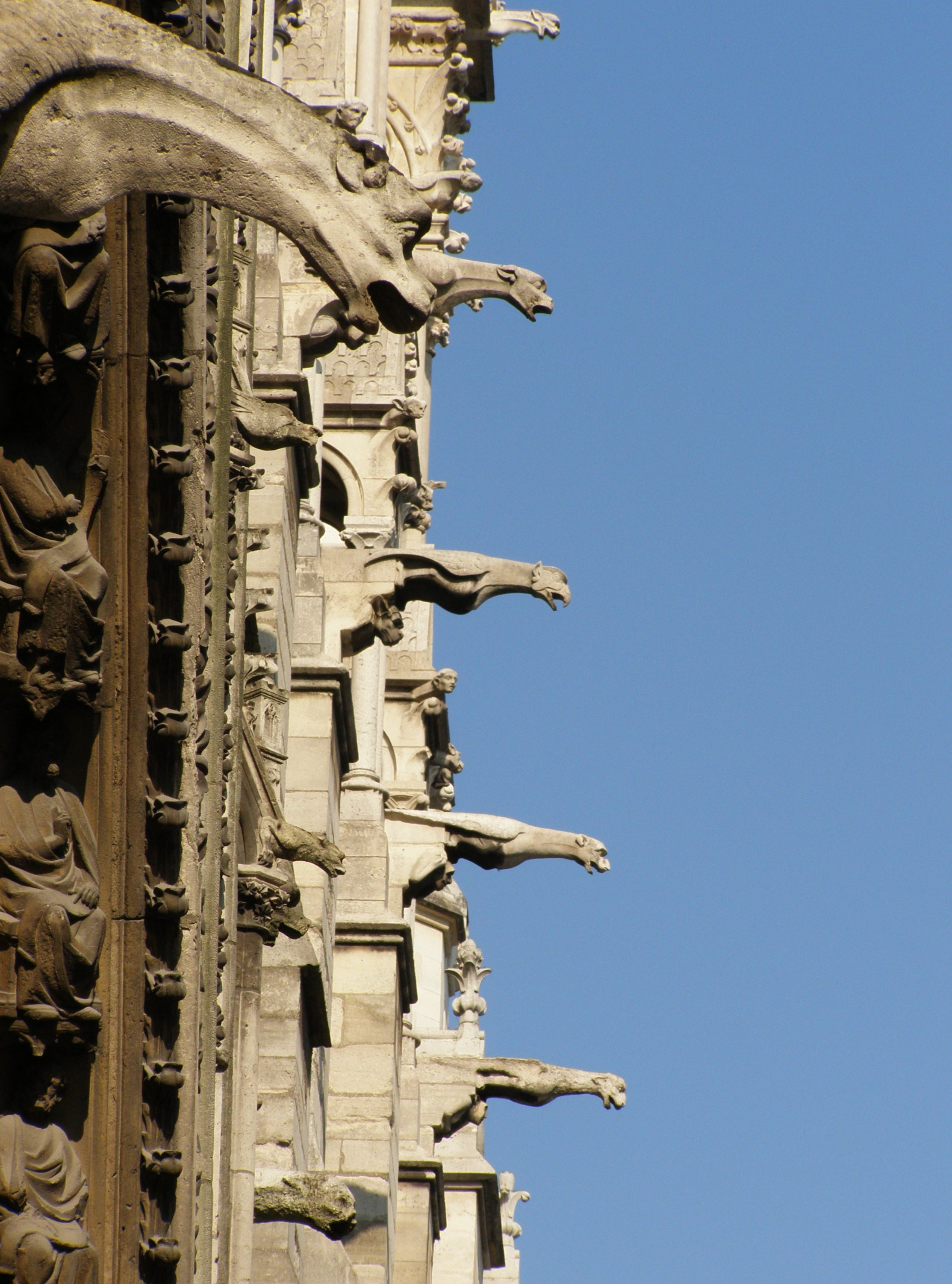
Wasserspeier an der Kathedrale Notre-Dame, Paris
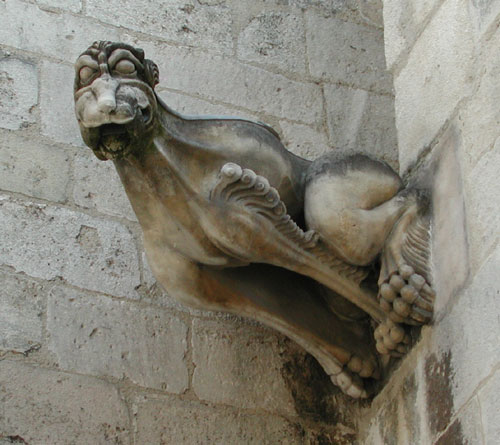
Wasserspeier an St. Honorat, Arles
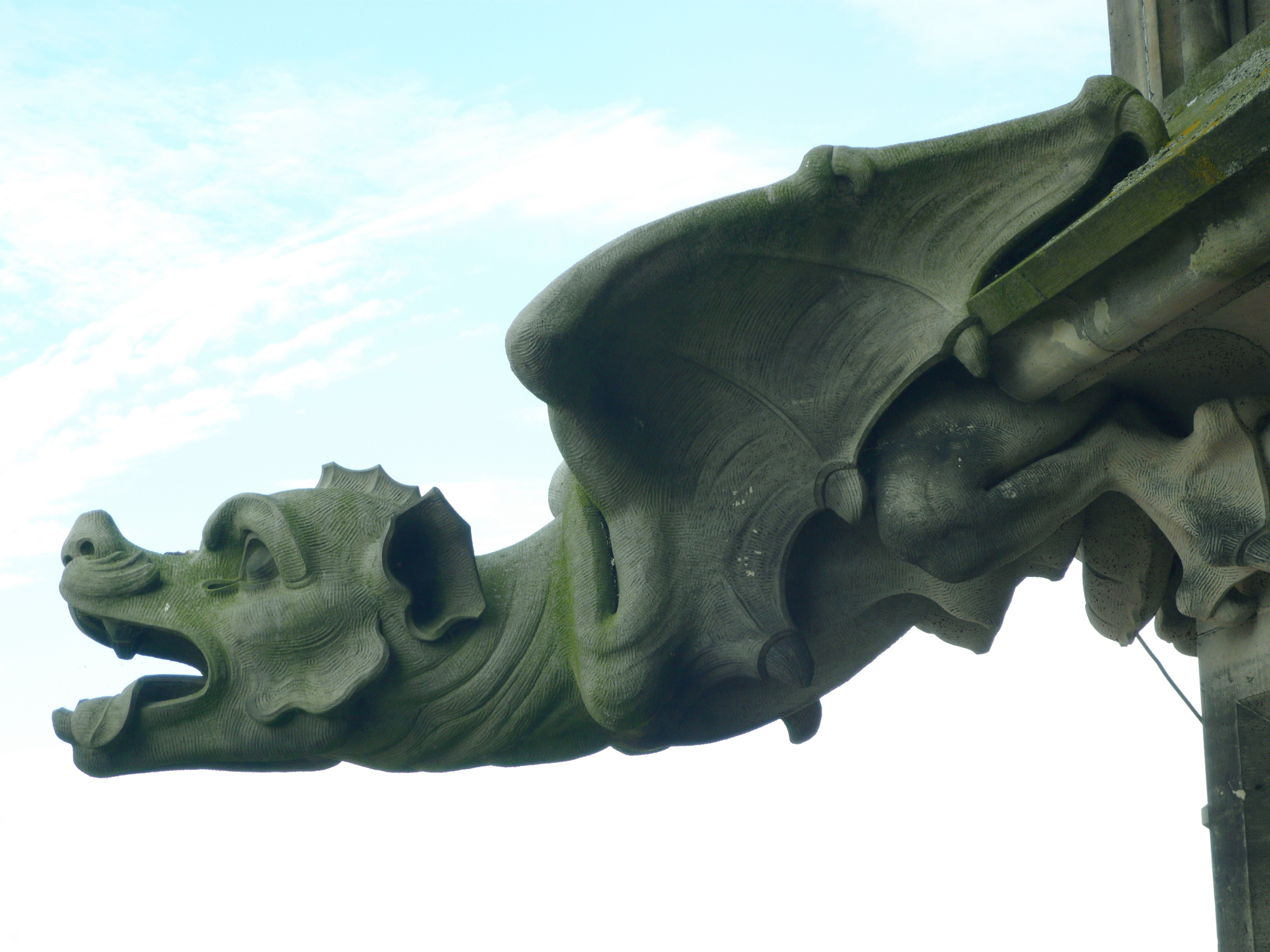
Wasserspeier am Ulmer Münster
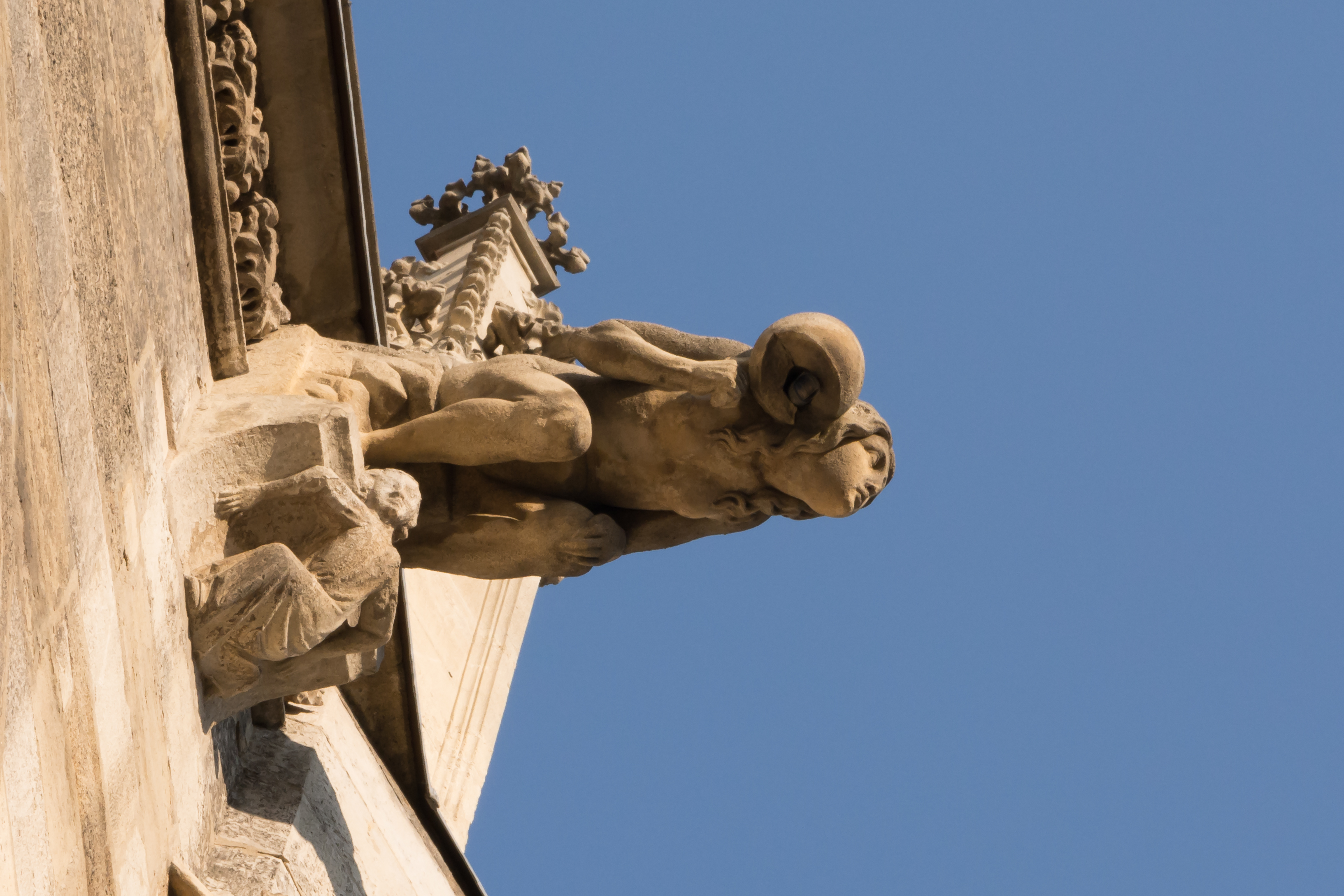
Wasserspeier am Wiener Stephansdom
Löwenkopf als Wasserspeier eines Brunnens (Wappen von Diedenshausen)
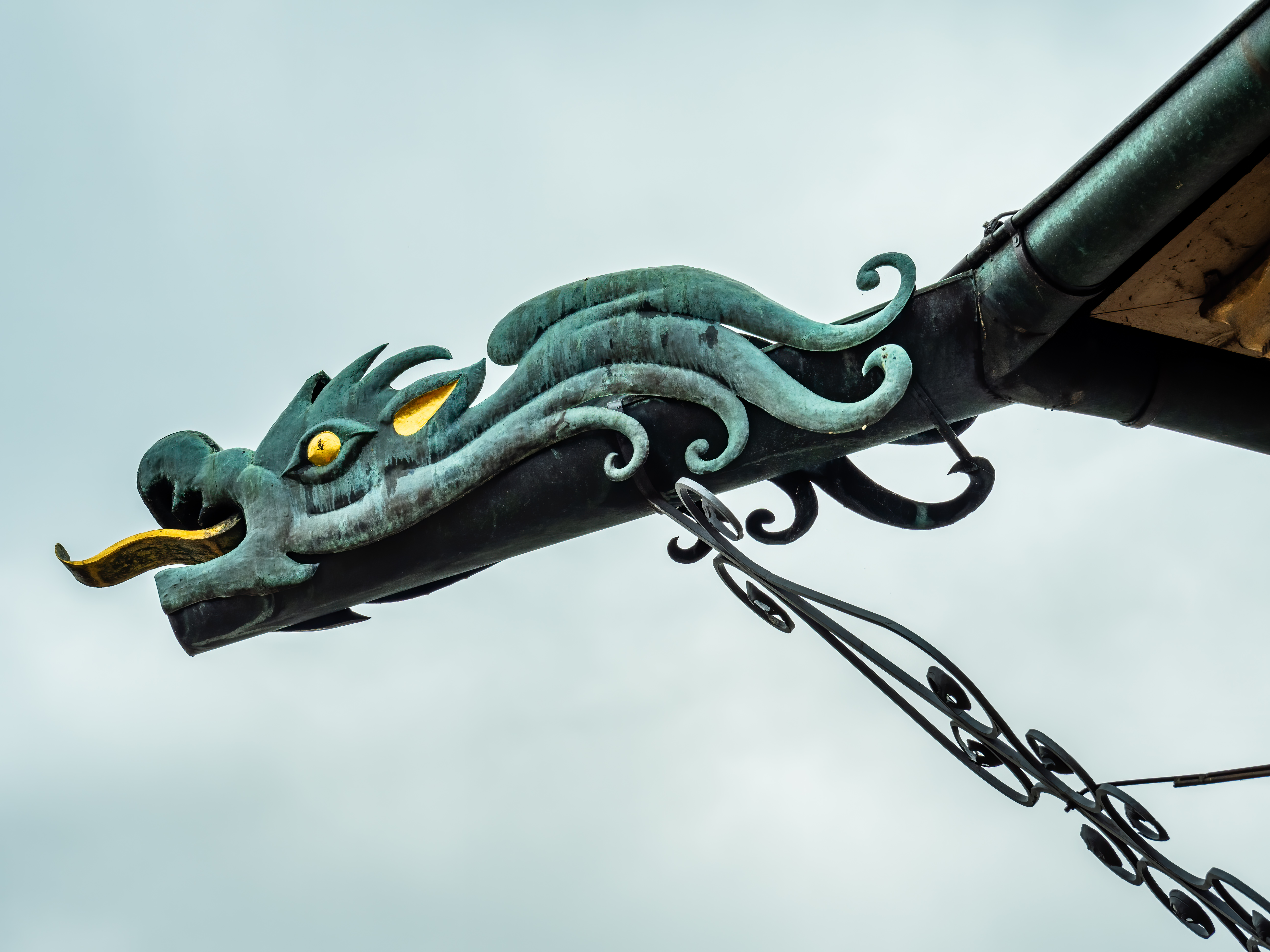
Barocker Blech-Wasserspeier am Böttingerhaus, Bamberg (fertiggestellt 1713)
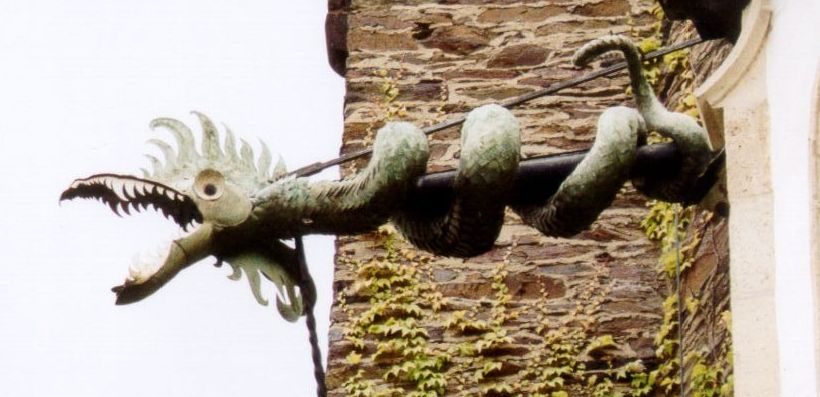
Blech-Wasserspeier in Form eines Lindwurms auf der Burg Eltz
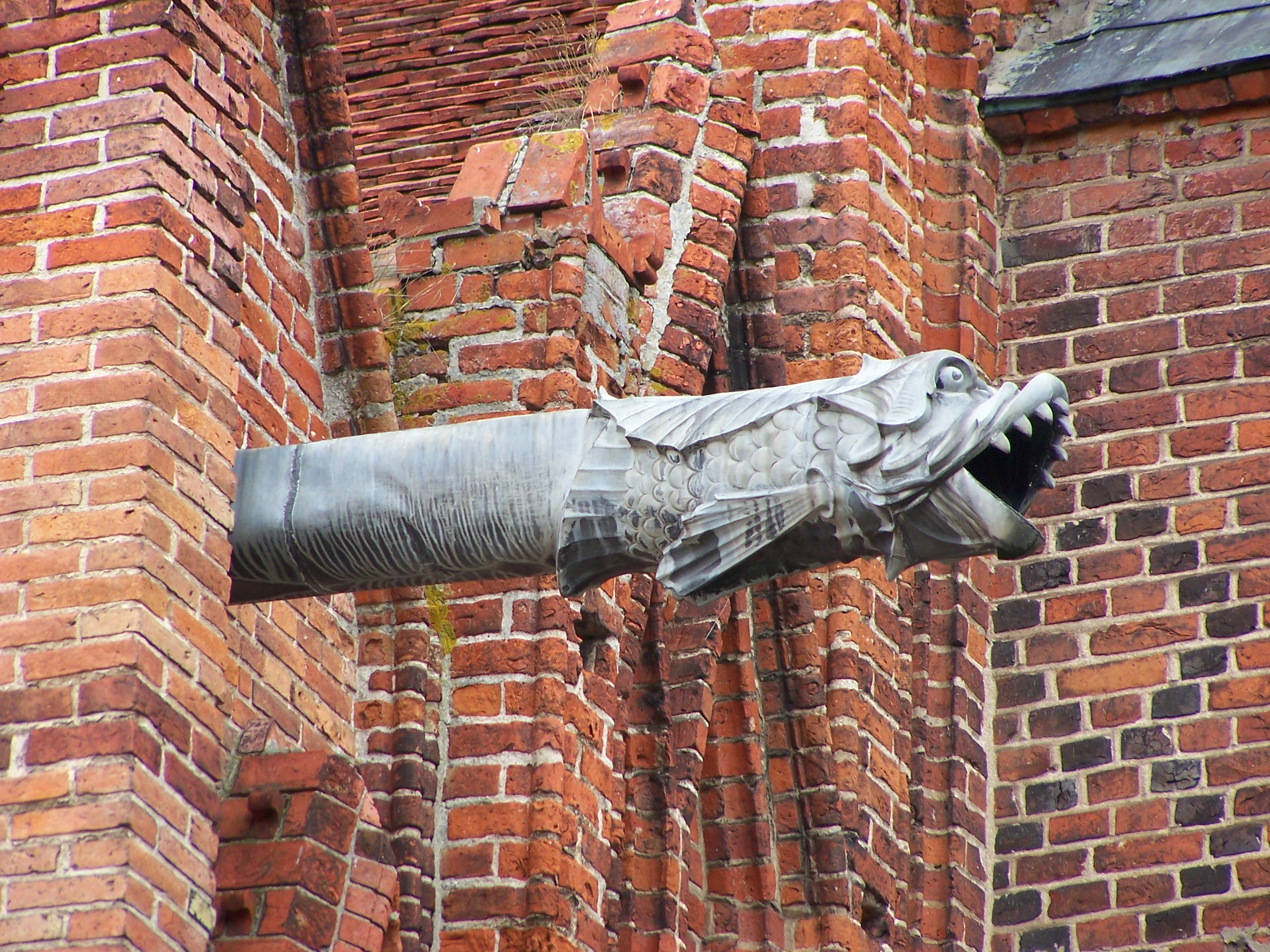
Blech-Wasserspeier an der Kirche in Frombork
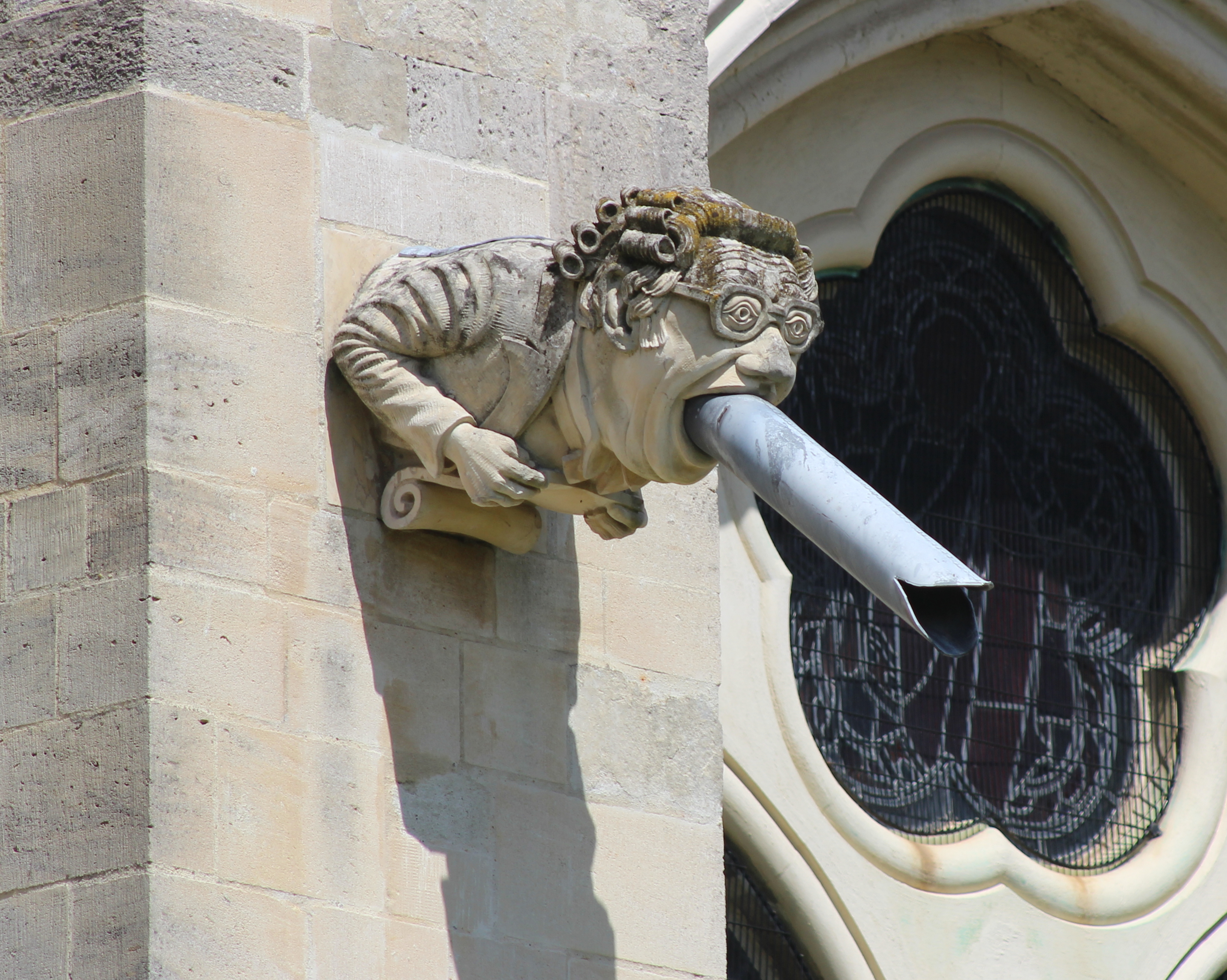
Moderner Wasserspeier mit bebrilltem Porträtkopf, Kathedrale von Chichester
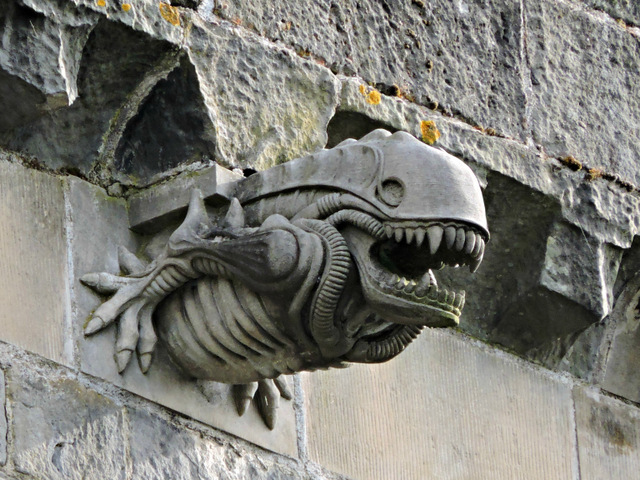
Moderner Wasserspeier in der Gestalt des von HR Giger entworfenen Alien-Monsters an der schottischen Paisley Abbey[6] (1990er-Jahre)
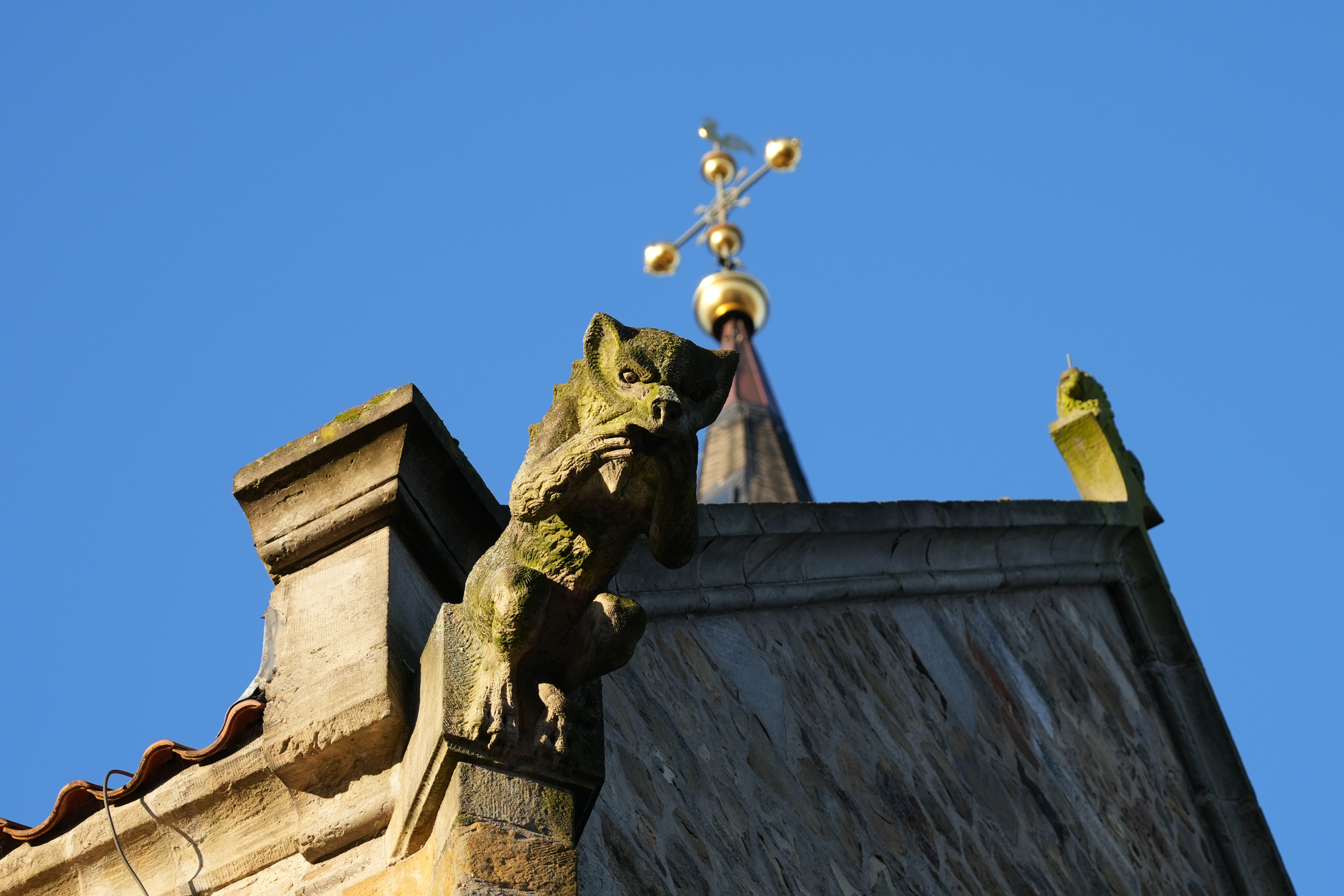
Wasserspeier an der Ostseite der Kirche St. Johannis (Herford) mit der Turmkugel im Hintergrund

## Gargouille und Gargoyle außerhalb des Bauwesens
Über das Englische hat der Begriff als Gargoyle durch die Verwendung in der Fantasy-Literatur und Computerspielen auch in den deutschen Sprachgebrauch Einzug gefunden. Dort beschreibt er in der Regel magische, chimären- oder neidkopfähnliche geflügelte Wesen, die tagsüber Steinstatuen sind, bei Sonnenuntergang zum Leben erwachen und bei Sonnenaufgang wieder zu Stein werden. Beispiele sind die Zeichentrickserie Gargoyles von Disney, die Ultima-Rollenspielserie von Richard Garriott und die Scheibenwelt-Romane von Terry Pratchett sowie einzelne Romane von Vickie Taylor, Mary Gentle, Andrew Davidson, Meredith Ann Pierce, aber auch die Harry-Potter-Romanserie von Joanne K. Rowling.
Gargoyles sind auch gern genutzte „Monster“ in B-Movie-Horrorfilmen, in denen sie, im Gegensatz zu ihrem Wesen in anderen Mythologien, als böse dargestellt werden. Beispiele hierfür sind die Filme Gargoyles (1972), Gargoyles – Flügel des Grauens (2004), Reign of the Gargoyles (2007) sowie Serien wie Special Unit 2, Geschichten aus der Gruft usw.
In den Büchern der Codex-Alera-Serie von Jim Butcher werden sie als steinerne Beschützer geschildert, die alles in ihrer Macht stehende tun, um den Schatz ihres Erschaffers zu schützen. Der einzige Nachteil bestehe darin, dass sie, wie oben erwähnt, nicht bei Tageslicht aktiv werden können, sondern nur bei Nacht.

## Sonstiges
Wasserspeier gibt es auch in Springbrunnen, oftmals in Gestalt eines Tieres, aus dessen Maul der Springstrahl spritzt.

Als Wasserspeier bezeichneten sich selbst zudem artistische Darsteller, die große Mengen an Flüssigkeit (meist Wasser, aber auch Bier ist überliefert) zu sich nahmen und durch kontrolliertes Erbrechen in manchmal spektakulärer Weise von sich gaben.

Beispiele
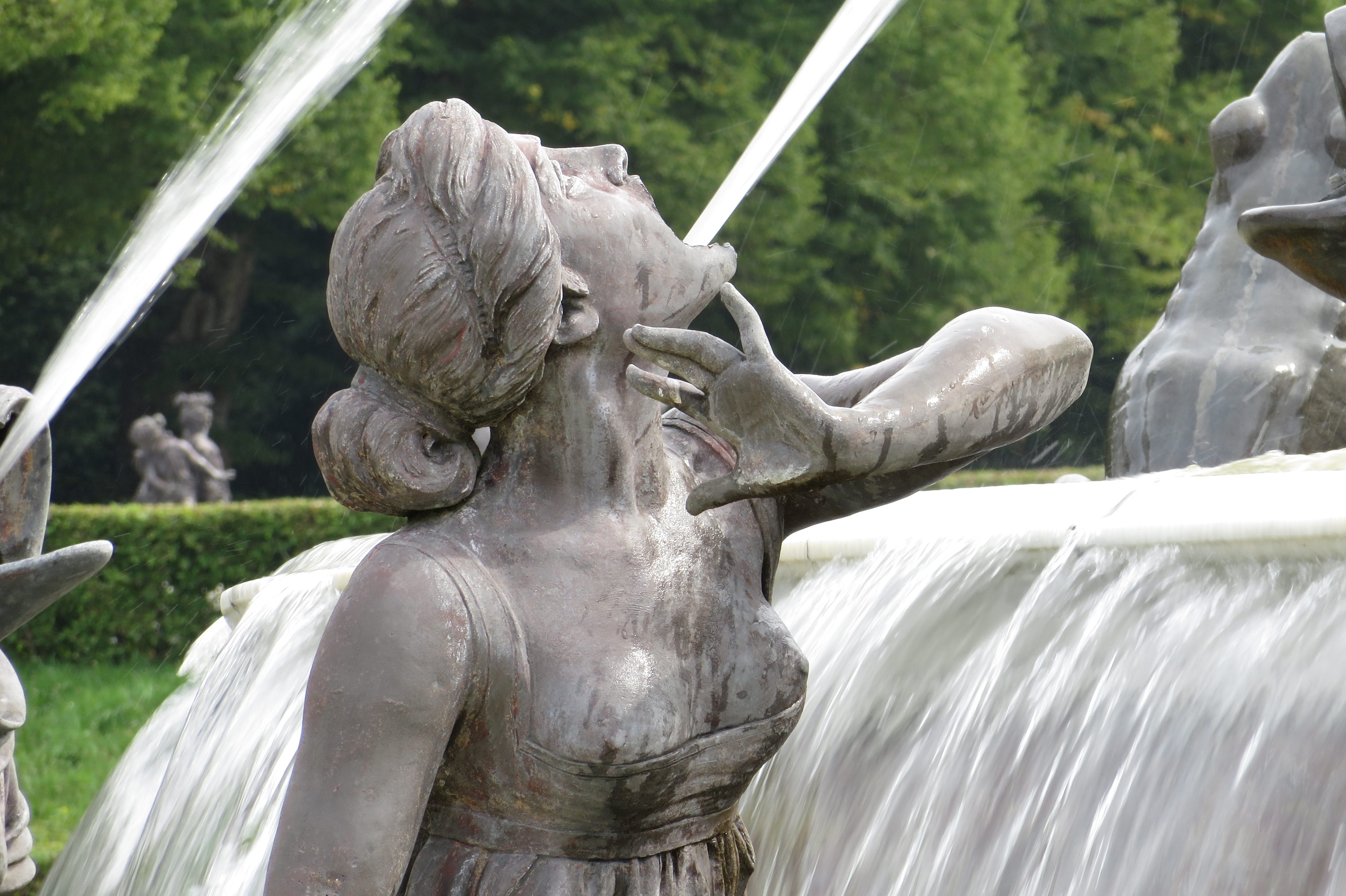
Wasserspeier im Latonabrunnen Herrenchiemsee
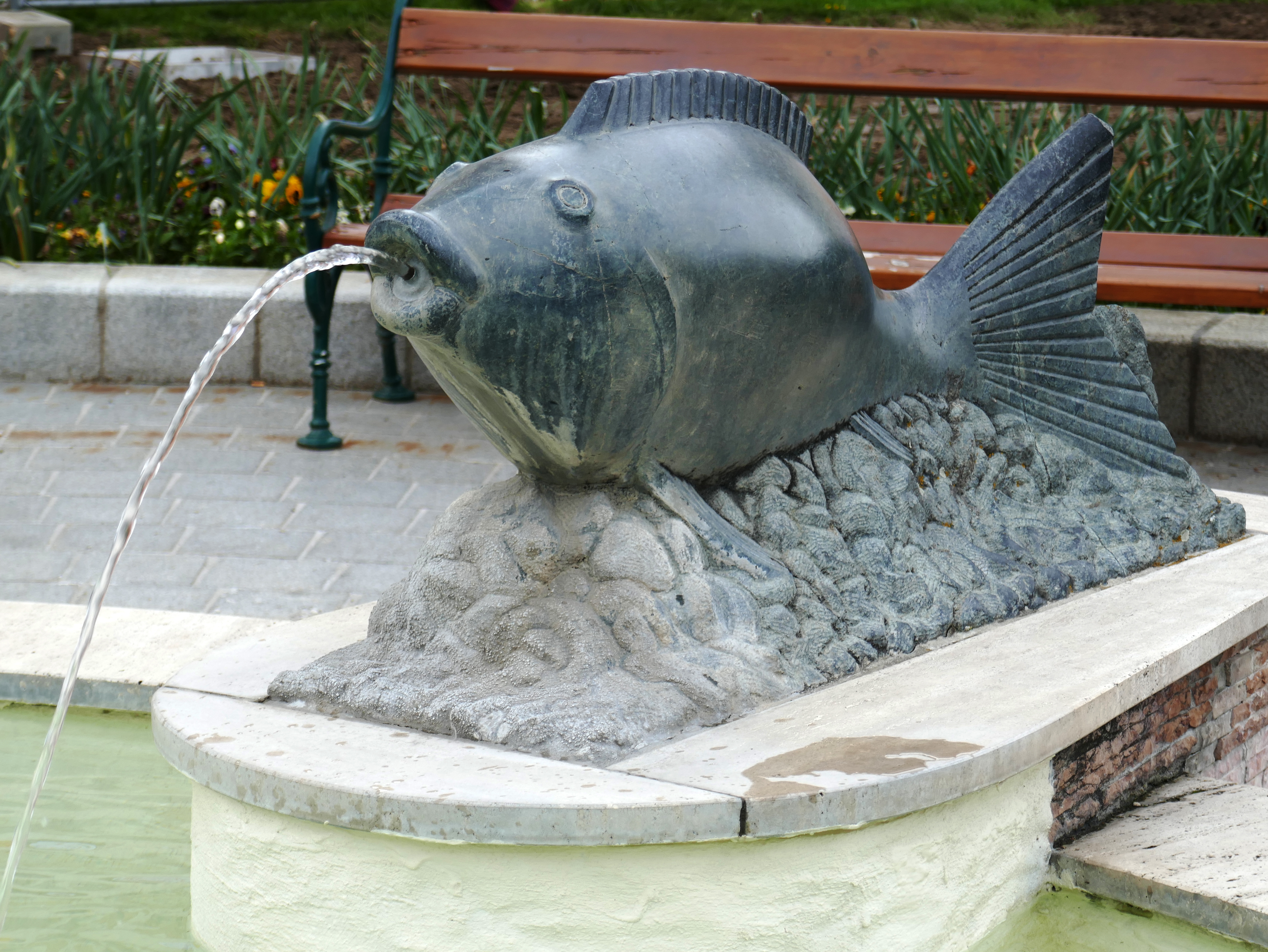
Fisch als Wasserspeier eines Springbrunnens (Villa Hold, Feldbach)
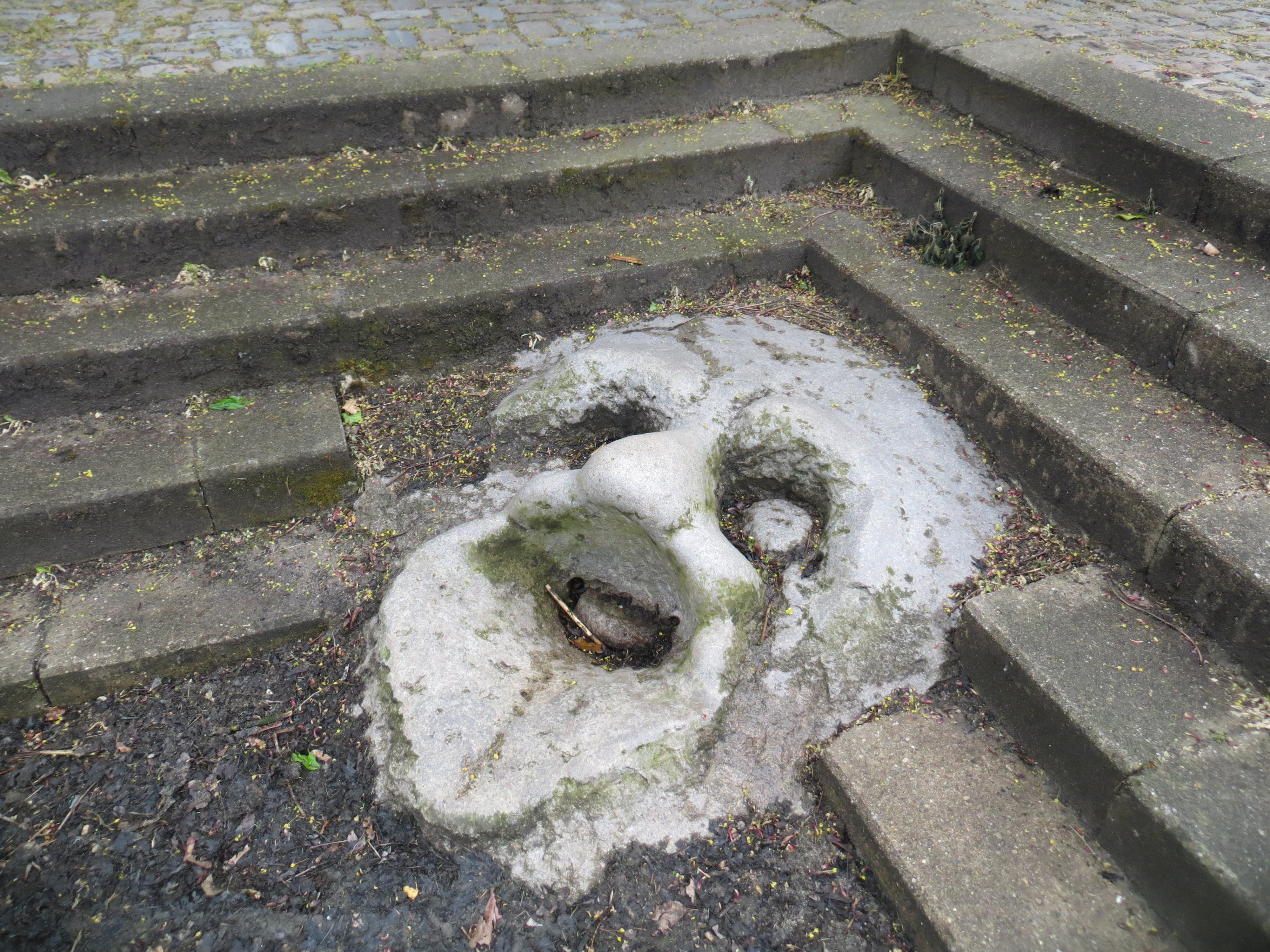
Gegenteil eines Wasserspeiers: Moderne Gargouille als Wasserschlucker an einem Teich bei der Kurt-Tucholsky-Schule in Flensburg-Adelby
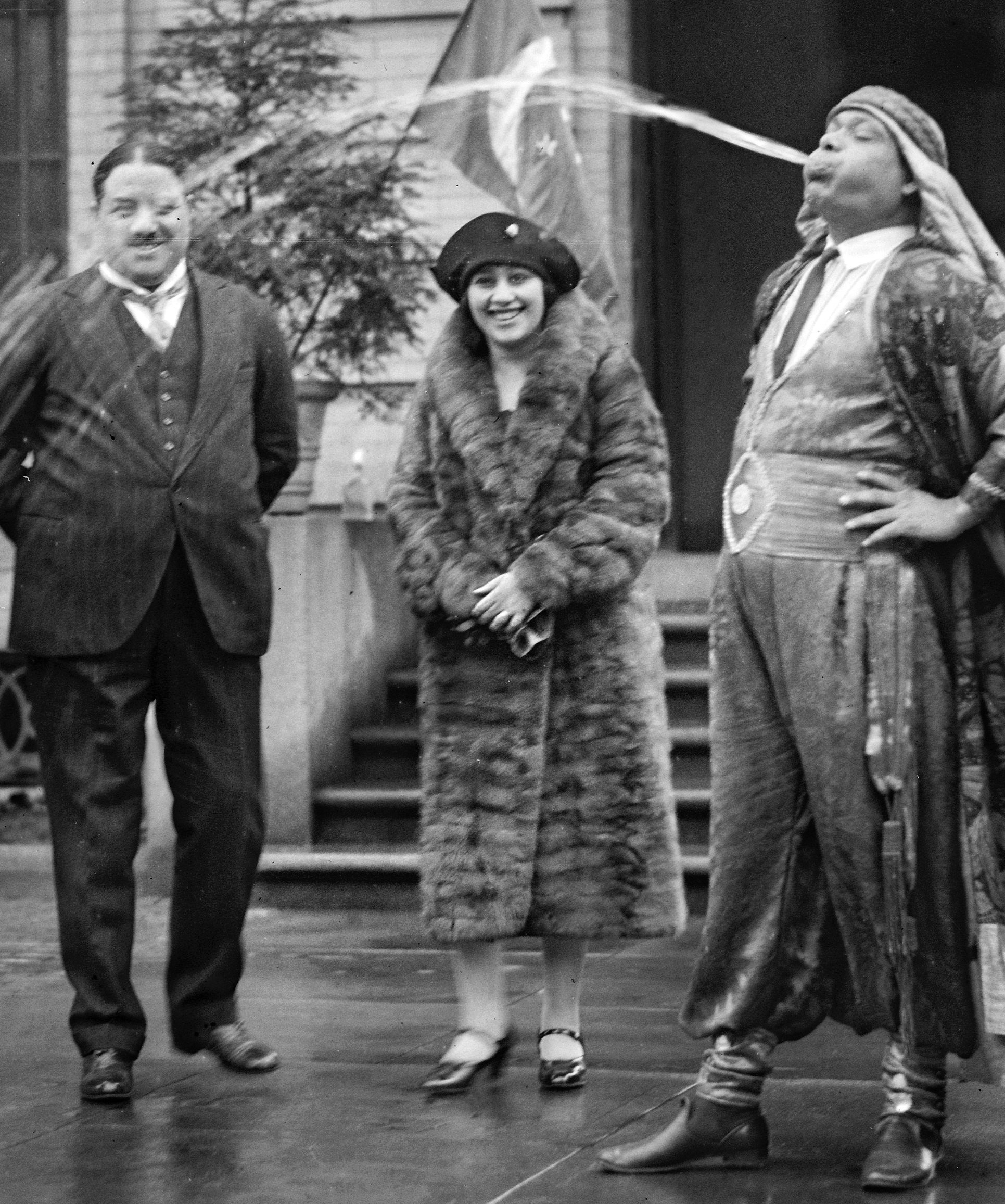
Menschlicher Wasserspeier (1926)